# Doug Spradley
Douglas Spradley, detto Doug (Tacoma, 14 settembre 1966), è un ex cestista e allenatore di pallacanestro statunitense con cittadinanza tedesca.

## Palmarès

### Allenatore
- Campionato olandese: 2

Leiden: 2022-2023, 2023-2024
- Coppa d'Olanda: 1

Leiden: 2023
- BNXT League: 1

Leida: 2022-2023
- 2. Basketball-Bundesliga: 1

Paderborn: 2005-2006
- ProA: 1

RASTA Vechta: 2017-2018
- Supercoppa d'Olanda: 2

Leida: 2023, 2024